# Willwerath
Willwerath ist ein Ortsteil der Ortsgemeinde Weinsheim im Eifelkreis Bitburg-Prüm in Rheinland-Pfalz.

## Geographische Lage
Willwerath liegt im Tal der Prüm direkt an der Einmündung des Mühlbachs. Durch den Ort verlaufen die K 164 sowie die K 171. Direkt am östlichen Ortsrand befindet sich die Bundesstraße 51. Nachbarorte sind im Norden Olzheim und im Süden Hermespand.

## Geschichte
Ursprünglich im Besitz der Abtei Prüm gehörte der Ort bis Ende des 18. Jahrhunderts zur Schultheißerei Hermespant im kurtrierischen Amt Prüm. Nach der Besetzung des Linken Rheinufers (1794) im ersten Revolutionskrieg gehörte die Gemeinde Willwerath von 1798 bis 1814 zum Kanton Prüm im Saardepartement.
Auf dem Wiener Kongress wurde die Region und damit auch Willwerath 1815 dem Königreich Preußen zugeordnet. Unter der preußischen Verwaltung gehörte Willwerath zur Bürgermeisterei Olzheim im 1816 errichteten Kreis Prüm im Regierungsbezirk Trier.
Am 1. Januar 1971 wurde die bis dahin eigenständige Gemeinde Willwerath mit seinerzeit 92 Einwohnern Teil der neu gebildetem Gemeinde Gondelsheim (am 1. Mai 1980 umbenannt in Weinsheim).
Bevölkerungsentwicklung
| Jahr | Einwohnerzahl |
| ---- | ------------- |
| 1933 | 127           |
| 1939 | 123           |
| 2014 | 158           |

## Sehenswürdigkeiten
- Römisch-katholische Filialkirche St. Lambertus von 1869 mit kleinem Rokoko-Altar
- Ehemaliger Bahnhof Willwerath aus dem Jahre 1893
- Willwerather Mühle am Mühlbach, 1810/11 erbaut

Bildergalerie zu St. Lambertus
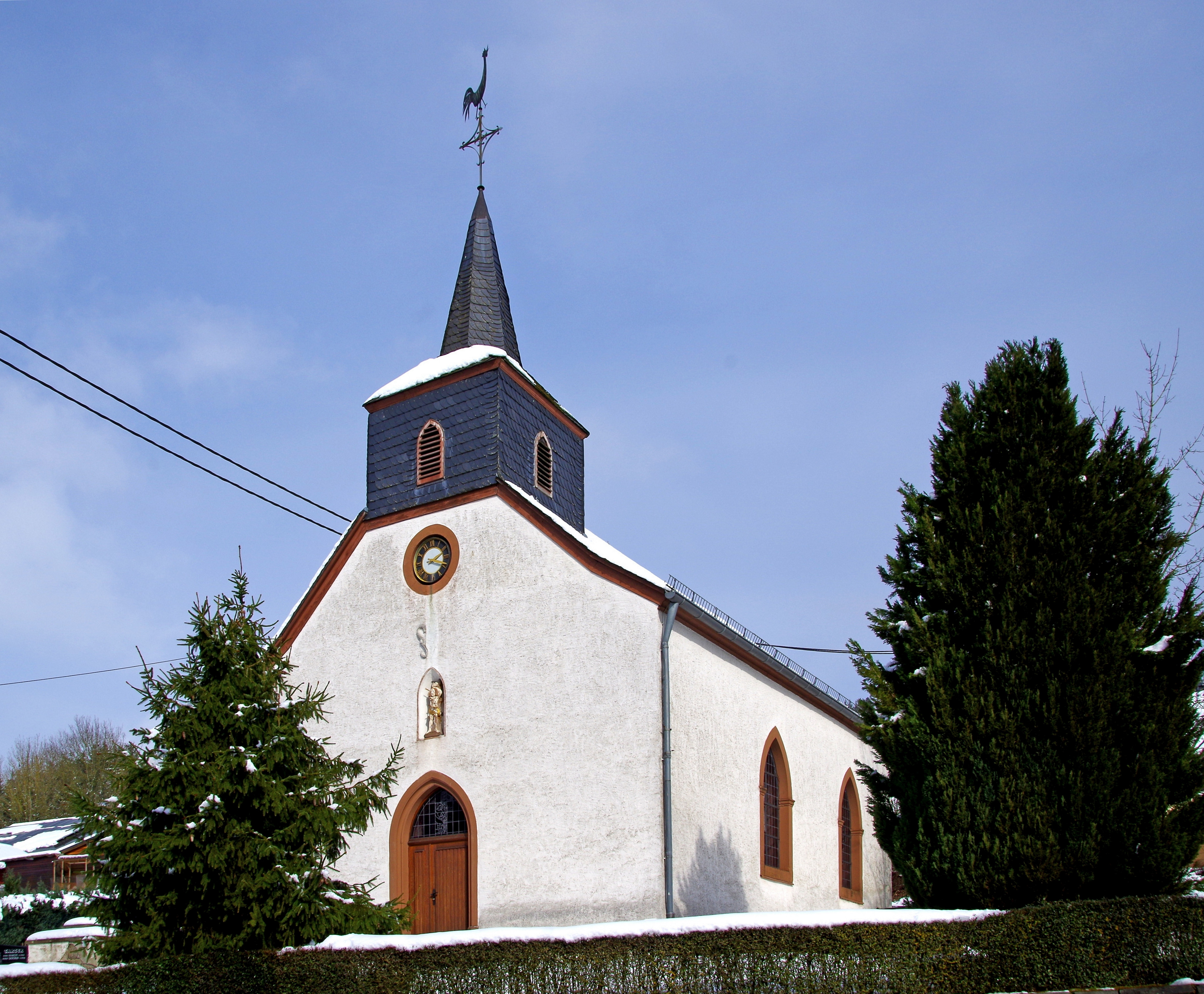
Außenansicht
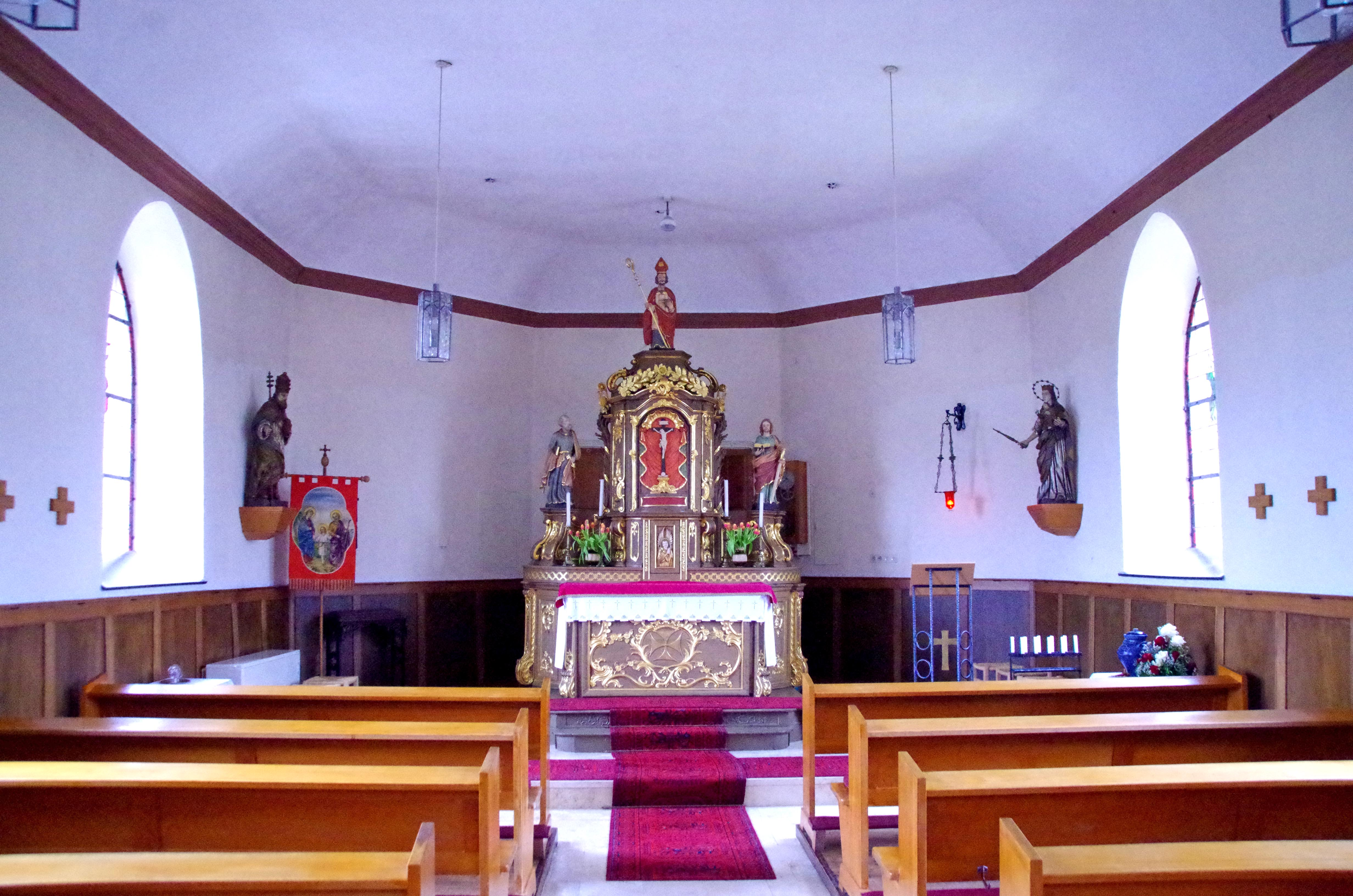
Innenansicht
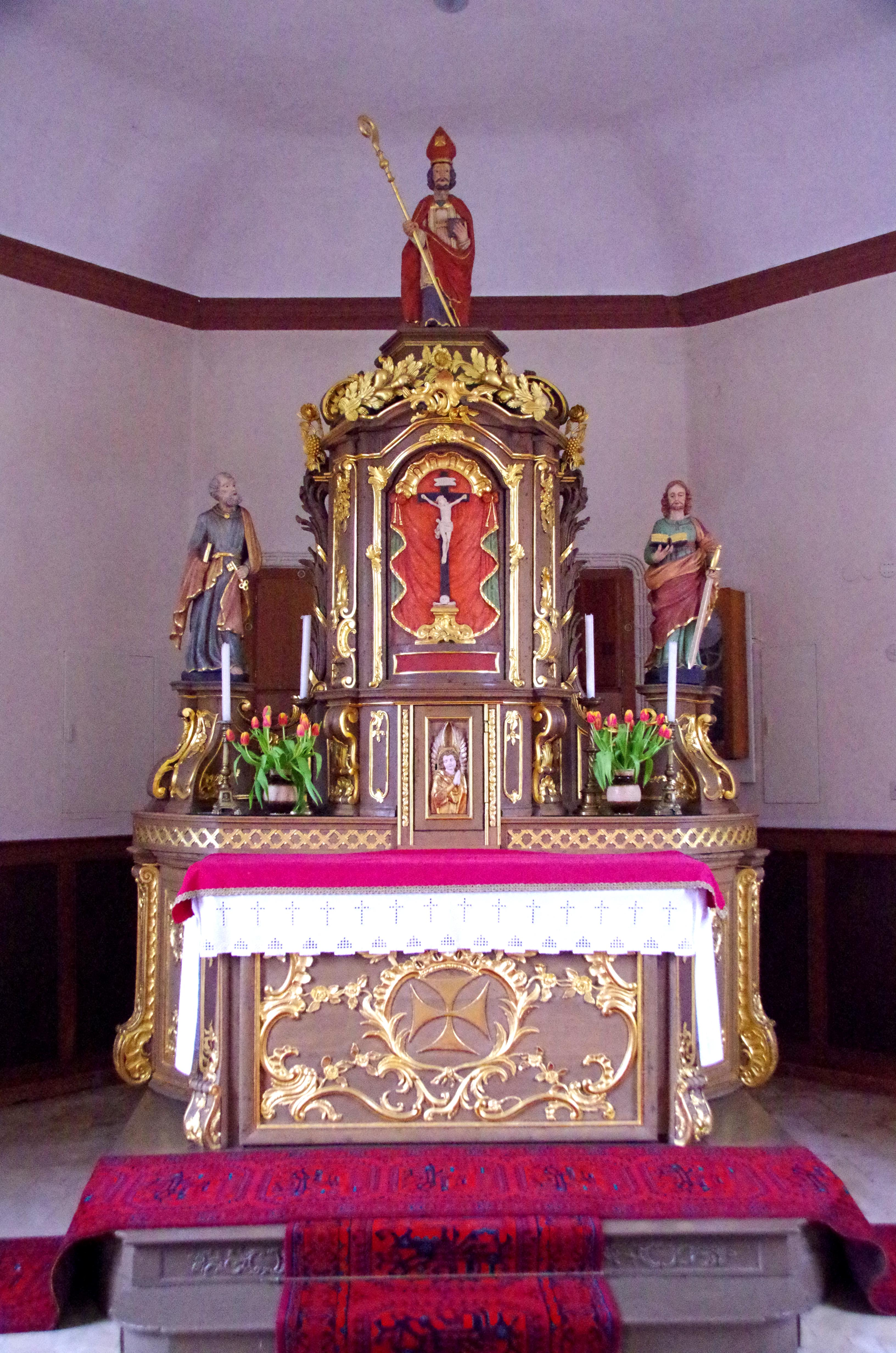
Hochaltar
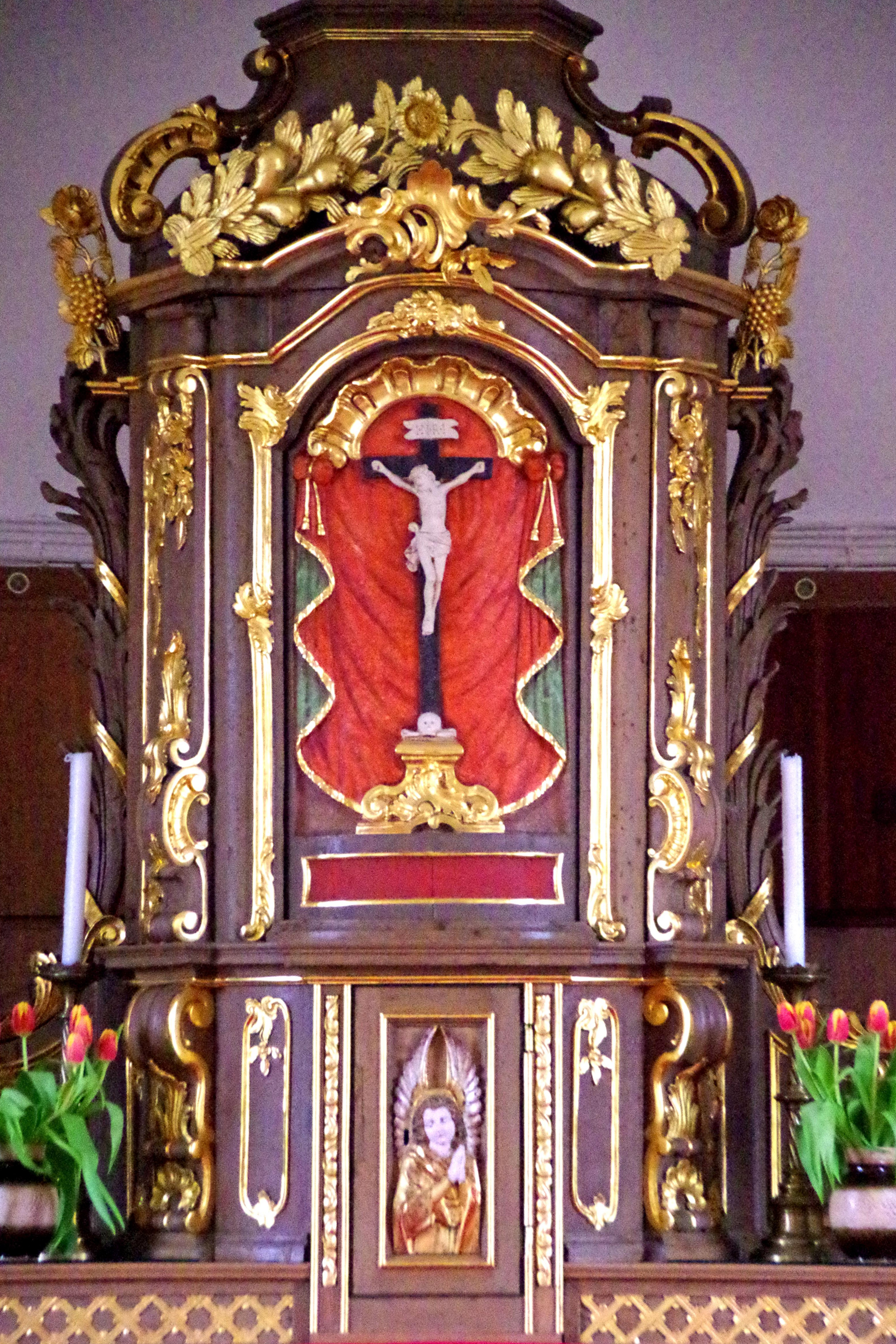
Tabernakel
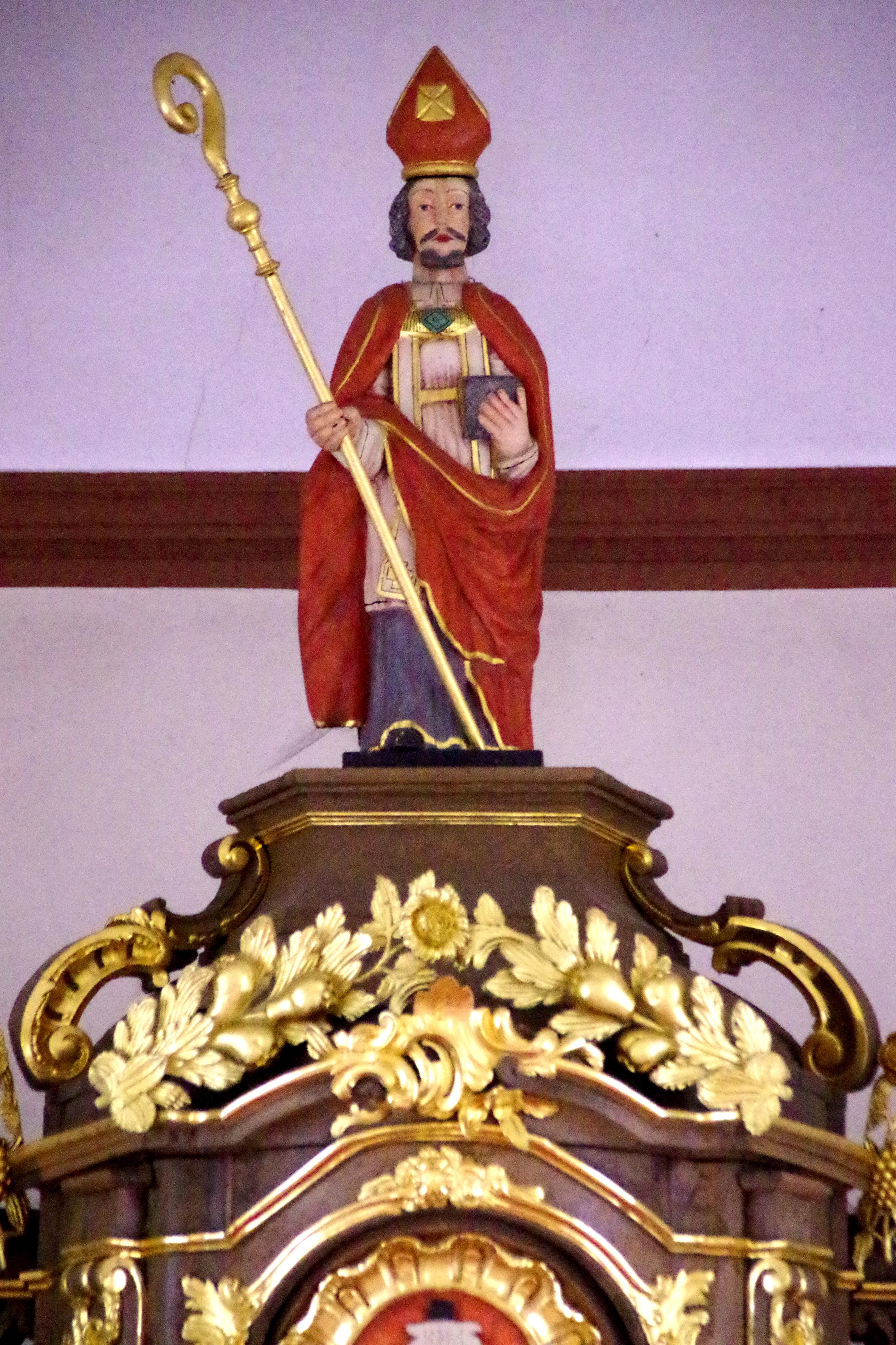
Statue Lambertus
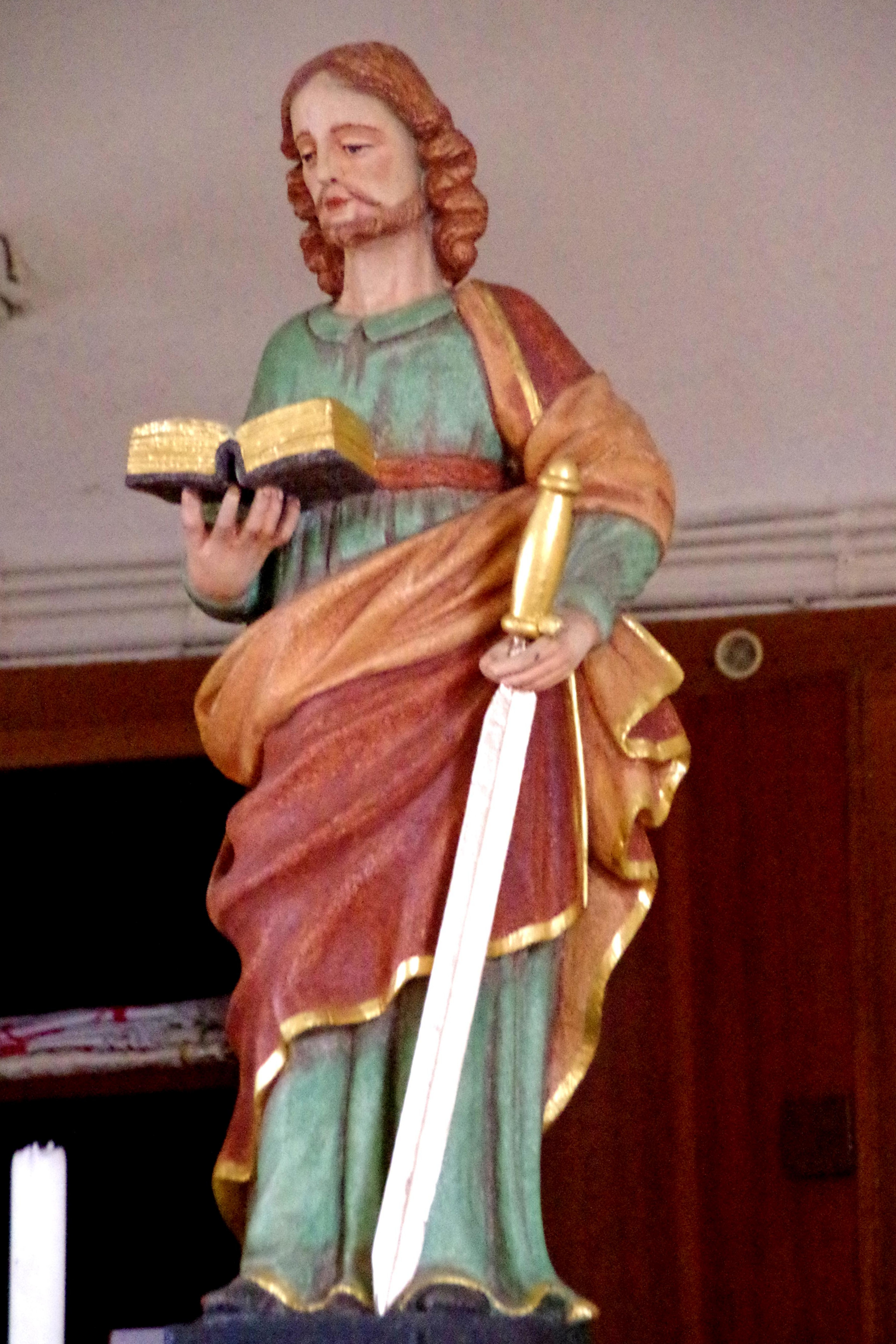
Statue Paulus (Hochaltar)